# 건담베이스
건담베이스(영어: The Gundam Base, 일본어: ガンダムベース)는 반다이 스피리츠에서 운영하는 프라모델 매점이다. 로고에는 퍼스트 건담의 실루엣이 있다.

## 판매 상품들
매점 이름이 건담베이스여서 주력 판매 상품이 건담이지만, 비건담 계열의 프라모델도 판매한다. 비건담 계열의 가챠 상품, 드물게 건담 계열의 가챠 상품을 판매하는 자판기도 있다.

## 개점 년도
대한민국에서 먼저 개점하였다. 대한민국에서는 2023년 기준으로 20주년을 맞이했다.
- 대한민국 - 2003년
- 대만 - 2005년
- 일본 - 2017년
- 중국 - 2018년
- 대만 - 2021년

## 대한민국 내에서 개점중인 매점

### 서울
- 건담베이스 코엑스점
- 건담베이스 아이파크점

### 경기
- 건담베이스 고양점
- 건담베이스 수원점
- 건담베이스 판교점

### 대전
- 건담베이스 대전점

### 대구
- 건담베이스 대구점

### 부산
- 건담베이스 서면점
- 건담베이스 센텀시티점

## 대한민국에서 폐점한 매점

### 서울
- 건담베이스 노원점
- 건담베이스 명동점
- 건담베이스 용산 전자랜드점
- 건담베이스 홍대점
- 건담베이스 강남점

### 부산
- 건담베이스 광복점

### 광주
- 건담베이스 광주점

## 대한민국에서의 미개점 지역
- 강원도
- 세종시
- 제주도
- 전북
- 전남
- 경북
- 경남
- 충북
- 충남
- 울산시

## 한정판 제품

### 각 국가별 한정
- GBK-20 건담 아스트레이 (대한민국) ※ 2023년 당시 대한민국 건담베이스 20주년 기념으로 나온 한정판이다.
- RX-78-2 건담 신한카드 Ver. (대한민국) ※ 반다이남코코리아와 신한카드의 콜라보로 출시된 한정판이다.

### 건담베이스 컬러
- RX-78-2 건담(모든 등급)
- 슈퍼 후미나
  - 위닝 후미나
- 라크스 클라인
- 하로
- 모빌돌 메이

### 클리어 컬러
- RX-78-2 건담 (모든 등급)
- RG 윙 건담 제로 EW
- MG 건담 발바토스

## 이름에 관해
영문 이름인 The Gundam Base에서 The는 한국어나 일본어에는 들어가지 않는다.

## 기타
각 매점 직원들의 유니폼은 건담 시리즈의 연방군 군복 형태이며, 유니폼의 팔 부분에는 반다이 로고가 달려있다.